# صنعت لوازم آرایشی

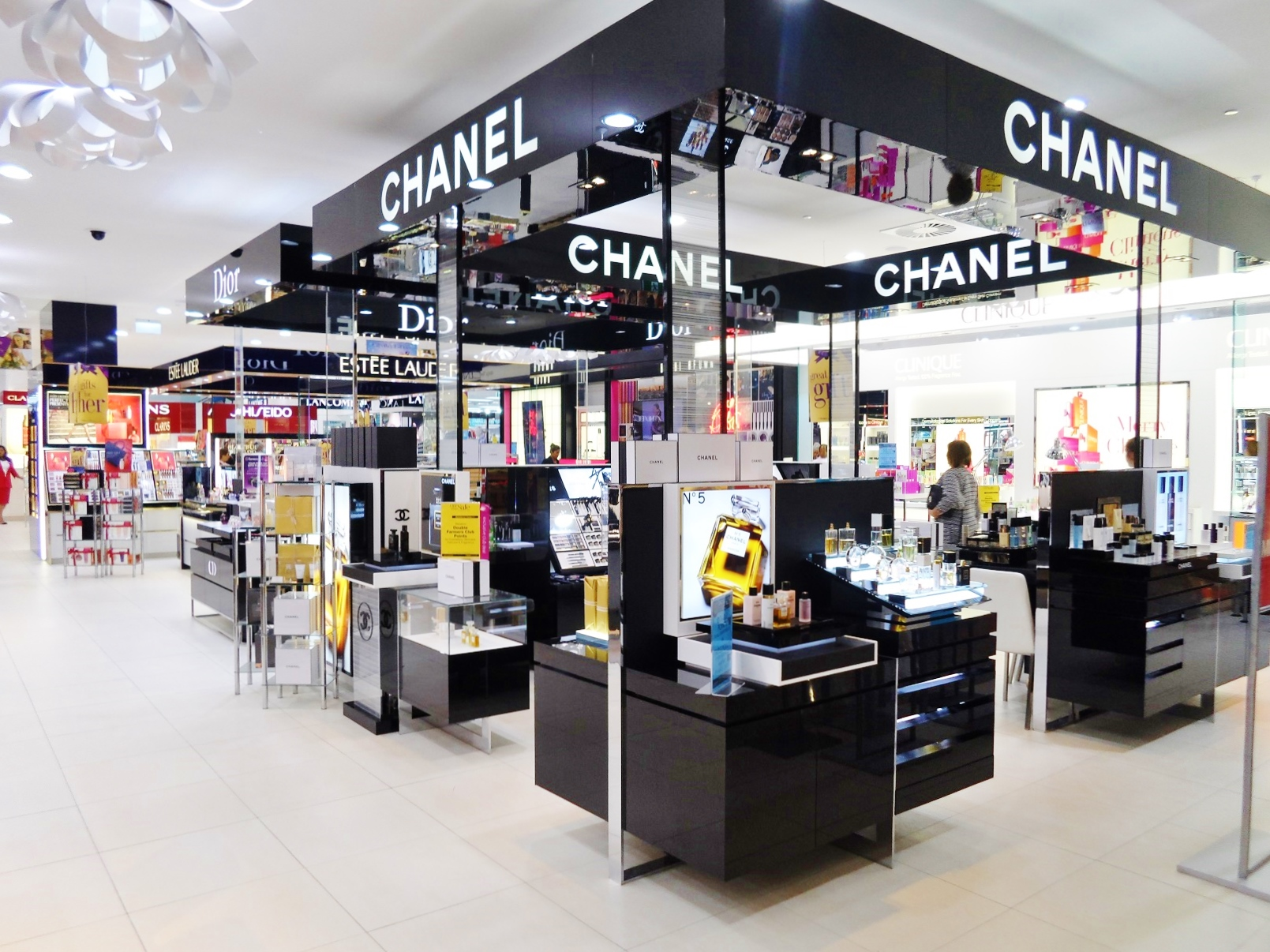
محصولات آرایشی و بهداشتی. فروشگاهی در فارمر تردینگ هامیلتون (نیوزیلند)

صنعت لوازم‌آرایشی عبارت از صنعتی است که لوازم آرایشی را تولید و توزیع می‌نماید. این موارد می‌تواند شامل محصولاتی همانند لاک ناخن، رژ لب، افشانه مو، خط چشم، ریمل، لوسیون و غیره باشد. صنعت تولیدی تحت سلطهٔ تعداد اندکی از ابرشرکت چندملیتی است که اغلب آنها در اوایل قرن بیستم پایه‌گذاری گردیدند هر چند، توزیع و فروش اینگونه لوازم در میان طیف گسترده‌ای از مشاغل مختلف گسترش یافته است. بزرگترین شرکت‌های فعال در این زمینه عبارت هستند از جانسون و جانسون، لورئال، ژیلت، نیوآ و شنل (شرکت).
بر اساس داده‌های آماری منتشرشده در سال ۲۰۰۵ میلادی، حجم بازار صنعت لوازم آرایشی تنها در اروپا و ایالات متحده در حدود ۷۰ بیلیون یورو در سال بوده است. لوازم آرایشی و عطر در سراسر جهان و در حال حاضر سالانه در حدود ۱۷۰ بیلیون دلار گردش مالی دارد. بنا بر گزارش یوروستف، بازار اروپا با حجمی حدود ۶۳ بیلیون یورو پیشتاز است. در ایالات متحده آمریکا بیشترین حجم موسسات زیبایی وجود دارد. ایالت کالیفرنیا با ۲۵/۵٪ پیشتاز است. از سال ۲۰۱۶ سالانه در حدود ۳ تا ۴ فروشگاه به تعداد فروشگاه‌های لوازم آرایشی و بهداشتی افزوده و اشتغال در این بخش نیز هر سال با افزایش میزان ۱۳ تا ۱۶ درصد مواجه است.